# Analiza wymiarowa konstrukcji
Analiza wymiarowa konstrukcji to kontrola dokumentacji konstrukcyjnej polegająca na sprawdzeniu wymiarowania poszczególnych części z punktu widzenia właściwie zastosowanych pasowań, tolerancji, podstaw wymiarowych itp.

Szczególnym przypadkiem jest analiza wymiarowa zamienności części istotna w przypadku produkcji masowej. Elementami zamiennymi mogą być detale lub zespoły. Analiza prowadzona jest w aspektach:
- ustalanie warunków prawidłowej pracy
- ustalanie sposobu wymiarowania i wyznaczanie tolerancji poszczególnych wymiarów